# Steffen Damsgaard
Steffen Husted Damsgaard (født 30. april 1976 i Lemvig) er en dansk politiker og formand for Landdistrikternes Fællesråd, som er den overordnede landdistriktsorganisation i Danmark.
Han er uddannet driftsleder inden for landbruget og har tidligere studeret på en erhvervsøkonomisk bacheloruddannelse på Aarhus Universitet i Herning. Steffen Damsgaard var i perioden 2004-2008 landsformand for LandboUngdom og har siden 2006 været medlem af kommunalbestyrelsen i Lemvig Kommune, hvor han i dag er formand for Teknik- og Miljøudvalget. Han er ligeledes præsidiemedlem i Det Kongelige Danske Landhusholdningsselskab.
Som formand for Landdistrikternes Fællesråd, som er en partipolitisk neutral NGO, har Steffen Damsgaard plads i forskellige ministerielle råd, nævn og udvalg. Han er blandt andet medlem af regeringens rådgivende udvalg på landdistriktsområdet (DRUPL), som ledes af erhvervsministeren. Steffen Husted Damsgaard er desuden medlem af bestyrelsen i Center for Landdistriktsforskning (CLF) ved Syddansk Universitet, og udtaler sig ofte i landsdækkende medier om forholdene i danske landdistrikter og yderområder.
Det vurderes af flere politiske analytikere, at Damsgaard var medvirkende til, at Ministeriet for By, Bolig og Landdistrikter og Folketingets Udvalg for Landdistrikter og Øer blev oprettet efter folketingsvalget i 2011. Arbejdet for bedre rammevilkår i landdistrikterne har desuden betydet, at flere politikere har fået fokus på landdistrikter og yderområder. Venstres landdistriktsordfører Thomas Danielsen bekræftede i et interview til Berlingske, at flere elementer i regeringens udspil "Vækst og udvikling i hele Danmark" var baseret på forslag fra Landdistrikternes Fællesråd.[kilde mangler]
Ved siden af sit politiske og organisatoriske virke driver Steffen Damsgaard et mindre landbrug.
Steffen Damsgaard blev optaget i Kraks Blå Bog i 2017.
Regeringen nedsatte i 2017 et udvalg for levedygtige landsbyer, hvor Steffen Damsgaard blev udpeget som en af medlemmerne. 